# Lední hokej na Zimních olympijských hrách 2014 – soupiska muži
Mužského turnaje v ledním hokeji na Zimních olympijských hrách 2014 se celkem zúčastnilo 12 národních celků.

## Medailisté

### Soupiska kanadského týmu
- Trenéři Michael Babcock, Ken Hitchcock, Claude Julien, Lindy Ruff

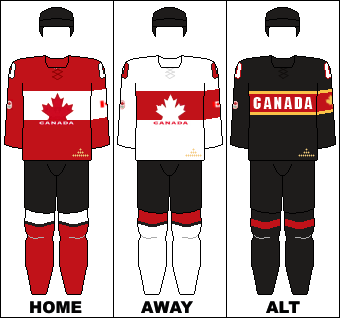
Dresy kanadské hokejové reprezentace na ZOH 2014

| Brankáři | Roberto Luongo      | Vancouver Canucks   |
|          | Carey Price         | Montreal Canadiens  |
|          | Mike Smith          | Phoenix Coyotes     |
| Obránci  | Jay Bouwmeester     | St. Louis Blues     |
|          | Drew Doughty        | Los Angeles Kings   |
|          | Dan Hamhuis         | Vancouver Canucks   |
|          | Duncan Keith        | Chicago Blackhawks  |
|          | Alex Pietrangelo    | St. Louis Blues     |
|          | P. K. Subban        | Montreal Canadiens  |
|          | Marc-Edouard Vlasic | San Jose Sharks     |
|          | Shea Weber „A“      | Nashville Predators |
| Útočníci | Jamie Benn          | Dallas Stars        |
|          | Patrice Bergeron    | Boston Bruins       |
|          | Jeff Carter         | Los Angeles Kings   |
|          | Sidney Crosby –     | Pittsburgh Penguins |
|          | Matt Duchene        | Colorado Avalanche  |
|          | Ryan Getzlaf        | Anaheim Ducks       |
|          | Chris Kunitz        | Pittsburgh Penguins |
|          | Patrick Marleau     | San Jose Sharks     |
|          | Rick Nash           | New York Rangers    |
|          | Corey Perry         | Anaheim Ducks       |
|          | Patrick Sharp       | Chicago Blackhawks  |
|          | Martin St. Louis    | Tampa Bay Lightning |
|          | John Tavares        | New York Islanders  |
|          | Jonathan Toews „A“  | Chicago Blackhawks  |

### Soupiska švédského týmu
- Trenéři Pär Mårts, Peter Popovič, Rikard Grönborg

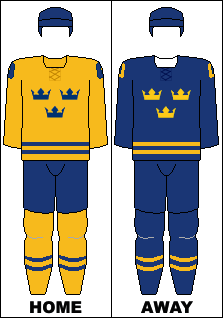
Dresy švédské hokejové reprezentace na ZOH 2014

| Brankáři | Jonas Gustavsson      | Detroit Red Wings   |
|          | Henrik Lundqvist      | New York Rangers    |
|          | Jhonas Enroth         | Buffalo Sabres      |
| Obránci  | Alexander Edler       | Vancouver Canucks   |
|          | Oliver Ekman-Larsson  | Phoenix Coyotes     |
|          | Jonathan Ericsson     | Detroit Red Wings   |
|          | Niklas Hjalmarsson    | Chicago Blackhawks  |
|          | Erik Karlsson         | Ottawa Senators     |
|          | Niklas Kronwall –     | Detroit Red Wings   |
|          | Johnny Oduya          | Chicago Blackhawks  |
|          | Henrik Tallinder      | Buffalo Sabres      |
| Útočníci | Daniel Alfredsson „A“ | Detroit Red Wings   |
|          | Nicklas Bäckström     | Washington Capitals |
|          | Patrik Berglund       | St. Louis Blues     |
|          | Jimmie Ericsson       | Skellefteå AIK      |
|          | Loui Eriksson         | Boston Bruins       |
|          | Gustav Nyquist        | Detroit Red Wings   |
|          | Carl Hagelin          | New York Rangers    |
|          | Marcus Krüger         | Chicago Blackhawks  |
|          | Gabriel Landeskog „A“ | Colorado Avalanche  |
|          | Daniel Sedin          | Vancouver Canucks   |
|          | Marcus Johansson      | Washington Capitals |
|          | Henrik Zetterberg     | Detroit Red Wings   |
|          | Jakob Silfverberg     | Anaheim Ducks       |
|          | Alexander Steen       | St. Louis Blues     |

### Soupiska finského týmu
- Trenéři Erkka Westerlund, Lauri Marjamäki, Hannu Virta

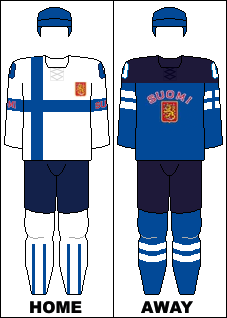
Dresy finské hokejové reprezentace na ZOH 2014

| Brankáři | Kari Lehtonen      | Dallas Stars               |
|          | Antti Niemi        | San Jose Sharks            |
|          | Tuukka Rask        | Boston Bruins              |
| Obránci  | Juuso Hietanen     | Torpedo Nižnij Novgorod    |
|          | Lasse Kukkonen     | Oulun Kärpät               |
|          | Sami Lepistö       | Avtomobilist Jekatěrinburg |
|          | Olli Määtä         | Pittsburgh Penguins        |
|          | Sami Salo          | Tampa Bay Lightning        |
|          | Kimmo Timonen „A“  | Philadelphia Flyers        |
|          | Sami Vatanen       | Anaheim Ducks              |
|          | Ossi Väänänen      | Jokerit                    |
| Útočníci | Juhamatti Aaltonen | Oulun Kärpät               |
|          | Aleksander Barkov  | Florida Panthers           |
|          | Jarkko Immonen     | Torpedo Nižnij Novgorod    |
|          | Mikael Granlund    | Minnesota Wild             |
|          | Jussi Jokinen      | Pittsburgh Penguins        |
|          | Olli Jokinen       | Winnipeg Jets              |
|          | Sakari Salminen    | Torpedo Nižnij Novgorod    |
|          | Leo Komarov „A“    | HK Dynamo Moskva           |
|          | Antti Pihlström    | Salavat Julajev Ufa        |
|          | Petri Kontiola     | Traktor Čeljabinsk         |
|          | Lauri Korpikoski   | Phoenix Coyotes            |
|          | Jori Lehterä       | HK Sibir Novosibirsk       |
|          | Tuomo Ruutu        | Carolina Hurricanes        |
|          | Teemu Selänne –    | Anaheim Ducks              |

### Soupiska amerického týmu
- Trenéři Dan Bylsma, Peter Laviolette, Todd Richards, Tony Granato

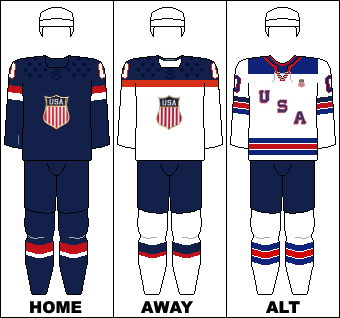
Dresy americké hokejové reprezentace na ZOH 2014

| Brankáři | Jimmy Howard       | Detroit Red Wings   |
|          | Ryan Miller        | Buffalo Sabres      |
|          | Jonathan Quick     | Los Angeles Kings   |
| Obránci  | Brooks Orpik       | Pittsburgh Penguins |
|          | Paul Martin        | Pittsburgh Penguins |
|          | John Carlson       | Washington Capitals |
|          | Justin Faulk       | Carolina Hurricanes |
|          | Cam Fowler         | Anaheim Ducks       |
|          | Ryan McDonagh      | New York Rangers    |
|          | Kevin Shattenkirk  | St. Louis Blues     |
|          | Ryan Suter „A“     | Minnesota Wild      |
| Útočníci | David Backes       | St. Louis Blues     |
|          | T. J. Oshie        | St. Louis Blues     |
|          | Ryan Callahan      | New York Rangers    |
|          | Derek Stepan       | New York Rangers    |
|          | Phil Kessel        | Toronto Maple Leafs |
|          | James van Riemsdyk | Toronto Maple Leafs |
|          | Dustin Brown „A“   | Los Angeles Kings   |
|          | Patrick Kane       | Chicago Blackhawks  |
|          | Ryan Kesler        | Vancouver Canucks   |
|          | Max Pacioretty     | Montreal Canadiens  |
|          | Zach Parise –      | Minnesota Wild      |
|          | Joe Pavelski       | San Jose Sharks     |
|          | Paul Stastny       | Colorado Avalanche  |
|          | Blake Wheeler      | Winnipeg Jets       |

### Soupiska ruského týmu
- Trenéři Zinetula Biljaletdinov, Dmitrij Juškevič, Valerij Bělov

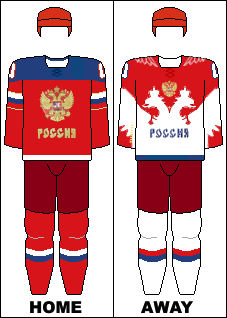
Dresy ruské hokejové reprezentace na ZOH 2014

| Brankáři | Semjon Varlamov       | Colorado Avalanche    |
|          | Sergej Bobrovskij     | Columbus Blue Jackets |
|          | Alexander Jerjomenko  | HK Dynamo Moskva      |
| Obránci  | Andrej Markov         | Montreal Canadiens    |
|          | Alexej Jemelin        | Montreal Canadiens    |
|          | Fjodor Ťutin          | Columbus Blue Jackets |
|          | Nikita Nikitin        | Columbus Blue Jackets |
|          | Anton Bělov           | Edmonton Oilers       |
|          | Vjačeslav Vojnov      | Los Angeles Kings     |
|          | Ilja Nikulin          | Ak Bars Kazaň         |
|          | Jevgenij Medveděv     | Ak Bars Kazaň         |
| Útočníci | Alexander Ovečkin „A“ | Washington Capitals   |
|          | Jevgenij Malkin       | Pittsburgh Penguins   |
|          | Pavel Dacjuk –        | Detroit Red Wings     |
|          | Artěm Anisimov        | Columbus Blue Jackets |
|          | Nikolaj Kuljomin      | Toronto Maple Leafs   |
|          | Vladimir Tarasenko    | St. Louis Blues       |
|          | Valerij Ničuškin      | Dallas Stars          |
|          | Ilja Kovalčuk „A“     | SKA Petrohrad         |
|          | Viktor Tichonov       | SKA Petrohrad         |
|          | Alexandr Radulov      | CSKA Moskva           |
|          | Alexej Těreščenko     | Ak Bars Kazaň         |
|          | Alexander Popov       | Avangard Omsk         |
|          | Alexander Svitov      | Ak Bars Kazaň         |
|          | Alexander Sjomin      | Carolina Hurricanes   |

### Soupiska českého týmu
- Trenéři Alois Hadamczik, Josef Paleček, František Musil

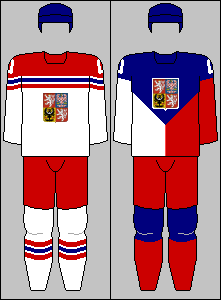
Dresy české hokejové reprezentace na ZOH 2014

| Brankáři | Ondřej Pavelec   | Winnipeg Jets              |
|          | Jakub Kovář      | Avtomobilist Jekatěrinburg |
|          | Alexander Salák  | SKA Petrohrad              |
| Obránci  | Radko Gudas      | Tampa Bay Lightning        |
|          | Zbyněk Michálek  | Phoenix Coyotes            |
|          | Michal Rozsíval  | Chicago Blackhawks         |
|          | Ladislav Šmíd    | Calgary Flames             |
|          | Marek Židlický   | New Jersey Devils          |
|          | Michal Barinka   | HC Vítkovice Steel         |
|          | Tomáš Kaberle    | Rytíři Kladno              |
|          | Lukáš Krajíček   | HK Dinamo Minsk            |
| Útočníci | Patrik Eliáš „A“ | New Jersey Devils          |
|          | Michael Frolík   | Winnipeg Jets              |
|          | Martin Hanzal    | Phoenix Coyotes            |
|          | Aleš Hemský      | Edmonton Oilers            |
|          | Jaromír Jágr „A“ | New Jersey Devils          |
|          | David Krejčí     | Boston Bruins              |
|          | Milan Michálek   | Ottawa Senators            |
|          | Ondřej Palát     | Tampa Bay Lightning        |
|          | Tomáš Plekanec – | Montreal Canadiens         |
|          | Martin Erat      | Washington Capitals        |
|          | Jakub Voráček    | Philadelphia Flyers        |
|          | Roman Červenka   | SKA Petrohrad              |
|          | Jiří Novotný     | HC Lev Praha               |
|          | Petr Nedvěd      | Bílí Tygři Liberec         |

### Soupiska slovinského týmu
- Trenéři Matjaž Kopitar, Nika Zupančič, Gaber Glavič

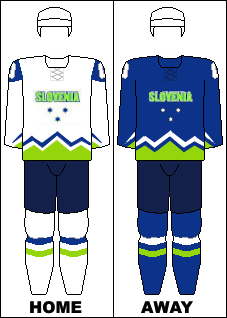
Dresy slovinské hokejové reprezentace na ZOH 2014

| Brankáři | Robert Kristan      | HK Nitra                     |
|          | Andrej Hočevar      | Épinal Hockey Clubl          |
|          | Luka Gračnar        | EC Red Bull Salzburg         |
| Obránci  | Klemen Pretnar      | EC VSV                       |
|          | Sabahudin Kovačevič | HK Saryarka Karaganda        |
|          | Matic Podlipnik     | HC Dukla Jihlava             |
|          | Andrej Tavželj      | Rouen Hockey Élite 76        |
|          | Žiga Pavlin         | IF Troja-Ljungby             |
|          | Blaž Gregorc        | HC ČSOB Pojišťovna Pardubice |
|          | Mitja Robar         | Krefeld Pinguine             |
|          | Aleš Kranjc         | Kölner Haie                  |
| Útočníci | Jan Muršak          | CSKA Moskva                  |
|          | Anže Kopitar „A“    | Los Angeles Kings            |
|          | Žiga Pance          | HC Bolzano                   |
|          | Aleš Mušič          | HDD Olimpija Ljubljana       |
|          | Miha Verlič         | HDD Olimpija Ljubljana       |
|          | Robert Sabolič      | ERC Ingolstadt               |
|          | Žiga Jeglič         | ERC Ingolstadt               |
|          | Rok Tičar           | Kölner Haie                  |
|          | Jan Urbas           | EHC Red Bull München         |
|          | Marcel Rodman „A“   | Schwenninger Wild Wings      |
|          | Tomaž Razingar –    | IF Troja-Ljungby             |
|          | David Rodman        | IK Oskarshamn                |
|          | Boštjan Goličič     | Diables Rouges de Briançon   |
|          | Anže Kuralt         | Épinal Hockey Club           |

### Soupiska lotyšského týmu
- Trenéři Ted Nolan, Kārlis Zirnis, Thomas Coolen

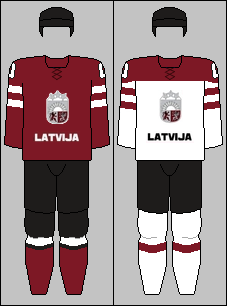
Dresy lotyšské hokejové reprezentace na ZOH 2014

| Brankáři | Edgars Masaļskis    | HK Poprad             |
|          | Kristers Gudļevskis | Syracuse Crunch       |
|          | Ervīns Muštukovs    | Esbjerg IK            |
| Obránci  | Sandis Ozoliņš –    | Dinamo Riga           |
|          | Georgijs Pujacs     | Dinamo Riga           |
|          | Krišjānis Rēdlihs   | Dinamo Riga           |
|          | Arvīds Reķis        | Dinamo Riga           |
|          | Kristaps Sotnieks   | Dinamo Riga           |
|          | Oskars Bārtulis „A“ | HK Donbass            |
|          | Artūrs Kulda        | Salavat Julajev Ufa   |
|          | Ralfs Freibergs     | Bowling Green Falcons |
| Útočníci | Zemgus Girgensons   | Buffalo Sabres        |
|          | Mārtiņš Karsums     | HK Dynamo Moskva      |
|          | Miķelis Rēdlihs     | Lokomotiv Jaroslavl   |
|          | Jānis Sprukts       | Lokomotiv Jaroslavl   |
|          | Kaspars Daugaviņš   | Ženeva-Servette HC    |
|          | Ronalds Ķēniņš      | ZSC Lions             |
|          | Miks Indrašis       | Dinamo Riga           |
|          | Mārtiņš Cipulis     | Dinamo Riga           |
|          | Vitālijs Pavlovs    | Dinamo Riga           |
|          | Herberts Vasiļjevs  | Krefeld Pinguine      |
|          | Armands Bērziņš     | HK Bejbarys Atyrau    |
|          | Lauris Dārziņš „A“  | Dinamo Riga           |
|          | Koba Jass           | Bílí Tygři Liberec    |
|          | Juris Štāls         | HK Poprad             |

### Soupiska švýcarského týmu
- Trenéři Sean Simpson, Colin Müller, Patrick Fischer

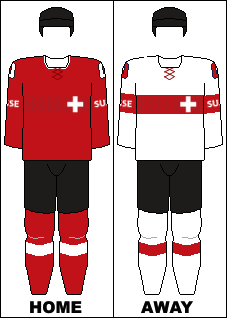
Dresy švýcarské hokejové reprezentace na ZOH 2014

| Brankáři | Reto Berra            | Calgary Flames      |
|          | Jonas Hiller          | Anaheim Ducks       |
|          | Tobias Stephan        | Ženeva-Servette HC  |
| Obránci  | Severin Blindenbacher | ZSC Lions           |
|          | Mathias Seger –       | ZSC Lions           |
|          | Raphael Diaz          | Montreal Canadiens  |
|          | Patrick von Gunten    | EHC Kloten          |
|          | Roman Josi            | Nashville Predators |
|          | Mark Streit „A“       | Philadelphia Flyers |
|          | Julien Vauclair       | HC Lugano           |
|          | Yannick Weber         | Vancouver Canucks   |
| Útočníci | Andres Ambühl         | HC Davos            |
|          | Matthias Bieber       | EHC Kloten          |
|          | Simon Bodenmann       | EHC Kloten          |
|          | Damien Brunner        | New Jersey Devils   |
|          | Luca Cunti            | ZSC Lions           |
|          | Ryan Gardner          | SC Bern             |
|          | Denis Hollenstein     | Ženeva-Servette HC  |
|          | Simon Moser           | Nashville Predators |
|          | Nino Niederreiter     | Minnesota Wild      |
|          | Martin Plüss „A“      | SC Bern             |
|          | Kevin Romy            | Ženeva-Servette HC  |
|          | Reto Suri             | EV Zug              |
|          | Morris Trachsler      | ZSC Lions           |
|          | Roman Wick            | ZSC Lions           |

### Soupiska rakouského týmu
- Trenéři Emanuel Viveiros, Rob Daum, Christian Weber

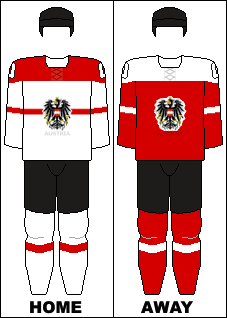
Dresy rakouské hokejové reprezentace na ZOH 2014

| Brankáři | Bernhard Starkbaum    | Brynäs IF            |
|          | René Swette           | EC KAC               |
|          | Mathias Lange         | Iserlohn Roosters    |
| Obránci  | Mario Altmann         | EC VSV               |
|          | Florian Iberer        | EC KAC               |
|          | André Lakos           | Vienna Capitals      |
|          | Robert Lukas          | EHC Black Wings Linz |
|          | Thomas Pöck           | EC KAC               |
|          | Matthias Trattnig „A“ | EC Red Bull Salzburg |
|          | Stefan Ulmer          | HC Lugano            |
|          | Gerhard Unterluggauer | EC VSV               |
| Útočníci | Michael Grabner       | New York Islanders   |
|          | Raphael Herburger     | EHC Biel             |
|          | Thomas Hundertpfund   | Timrå IK             |
|          | Matthias Iberer       | EHC Black Wings Linz |
|          | Thomas Koch „A“       | EC KAC               |
|          | Andreas Kristler      | EC Red Bull Salzburg |
|          | Manuel Latusa         | EC Red Bull Salzburg |
|          | Brian Lebler          | EHC Black Wings Linz |
|          | Daniel Oberkofler     | EHC Black Wings Linz |
|          | Michael Raffl         | Philadelphia Flyers  |
|          | Thomas Raffl          | EC Red Bull Salzburg |
|          | Oliver Setzinger      | Lausanne HC          |
|          | Thomas Vanek –        | New York Islanders   |
|          | Daniel Welser         | EC Red Bull Salzburg |

### Soupiska slovenského týmu
- Trenéři Vladimír Vůjtek, Peter Oremus, Vladimír Országh

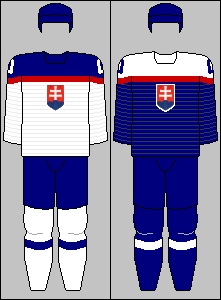
Dresy slovenské hokejové reprezentace na ZOH 2014

| Branká   | Peter Budaj        | Montreal Canadiens         |
|          | Jaroslav Halák     | St. Louis Blues            |
|          | Ján Laco           | HK Donbass                 |
| Obránci  | Ivan Baranka       | Avangard Omsk              |
|          | Milan Jurčina      | TPS Turku                  |
|          | Zdeno Chára –      | Boston Bruins              |
|          | Andrej Meszároš    | Philadelphia Flyers        |
|          | Andrej Sekera      | Carolina Hurricanes        |
|          | René Vydarený      | Mountfield HK              |
|          | Tomáš Starosta     | HK Jugra Chanty-Mansijsk   |
|          | Martin Marinčin    | Edmonton Oilers            |
| Útočníci | Milan Bartovič     | HC Slovan Bratislava       |
|          | Michel Miklík      | HC Slovan Bratislava       |
|          | Peter Ölvecký      | HC Slovan Bratislava       |
|          | Branko Radivojevič | CHK Neftěchimik Nižněkamsk |
|          | Michal Handzuš „A“ | Chicago Blackhawks         |
|          | Marián Hossa „A“   | Chicago Blackhawks         |
|          | Marcel Hossa       | Dinamo Riga                |
|          | Tomáš Jurčo        | Grand Rapids Griffins      |
|          | Tomáš Kopecký      | Florida Panthers           |
|          | Tomáš Marcinko     | HC Košice                  |
|          | Richard Pánik      | Tampa Bay Lightning        |
|          | Tomáš Surový       | HK Dinamo Minsk            |
|          | Tomáš Tatar        | Detroit Red Wings          |
|          | Tomáš Záborský     | Salavat Julajev Ufa        |

### Soupiska norského týmu
- Trenéři Roy Johansen, Knut Jørgen Stubdal

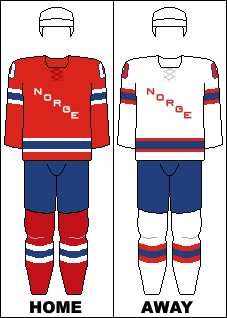
Dresy norské hokejové reprezentace na ZOH 2014

| Brankáři | Steffen Søberg           | Vålerenga Ishockey    |
|          | Lars Haugen              | HK Dinamo Minsk       |
|          | Lars Volden              | Kiekko-Espoo          |
| Obránci  | Alexander Bonsaksen      | Vålerenga Ishockey    |
|          | Daniel Sørvik            | Vålerenga Ishockey    |
|          | Jonas Holøs              | Lokomotiv Jaroslavl   |
|          | Henrik Solberg           | Stavanger Oilers      |
|          | Ole-Kristian Tollefsen – | Färjestad BK          |
|          | Mats Trygg               | Lørenskog IK          |
|          | Henrik Ödegaard          | Kansas City Mavericks |
| Útočníci | Anders Bastiansen „A“    | Färjestad BK          |
|          | Fredrik Lystad Jacobsent | Storhamar Hockey      |
|          | Martin Røymark           | Färjestad BK          |
|          | Morten Ask               | Vålerenga Ishockey    |
|          | Sondre Olden             | Vålerenga Ishockey    |
|          | Kristian Forsberg        | MODO Hockey           |
|          | Per-Åge Skrøder          | MODO Hockey           |
|          | Mathis Olimb             | Frölunda HC           |
|          | Mats Rosseli Olsen       | Frölunda HC           |
|          | Mads Hansen              | Storhamar Hockey      |
|          | Robin Dahlström          | Örebro HK             |
|          | Ken Andre Olimb          | Düsseldorfer EG       |
|          | Niklas Roest             | BIK Karlskoga         |
|          | Patrick Thoresen „A“     | SKA Petrohrad         |
|          | Mats Zuccarello Aasen    | New York Rangers      |